# Jane Anderson
Ne doit pas être confondu avec Jane Anderson (journaliste).
Jane Anderson est une réalisatrice et scénariste américaine, née vers 1954 en Californie.

## Filmographie
Sauf indication contraire, les informations mentionnées dans cette section peuvent être confirmées par les bases de données cinématographiques IMDb et Allociné,  présentes dans la section « Liens externes ».

### Scénariste
- 1993 : Complot meurtrier contre une pom-pom girl (The Positively True Adventures of the Alleged Texas Cheerleader-Murdering Mom) (téléfilm)
- 1994 : Milliardaire malgré lui (It Could Happen to You)
- 1995 : Le Patchwork de la vie (How to Make an American Quilt)
- 2000 : Sex Revelations (If These Walls Could Talk 2) (téléfilm)
- 2001 : When Billie Beat Bobby (en) (téléfilm)
- 2005 : The Prize Winner of Defiance, Ohio
- 2017 : The Wife de Björn Runge

### Réalisatrice
- 1998 : Notre enfant (en) (The Baby Dance) (téléfilm)
- 2000 : Sex Revelations (If These Walls Could Talk 2) (téléfilm)
- 2001 : When Billie Beat Bobby (téléfilm)
- 2003 : Normal (téléfilm)

### Actrice
- 1978 : Girlfriends de Claudia Weill : Omega Receptionist
- 1982 : The Billy Crystal Comedy Hour (série télévisée) : Regular Performer

## Distinction
- Primetime Emmy Awards 2015 : Meilleur scénario pour Olive Kitteridge